# Urniere

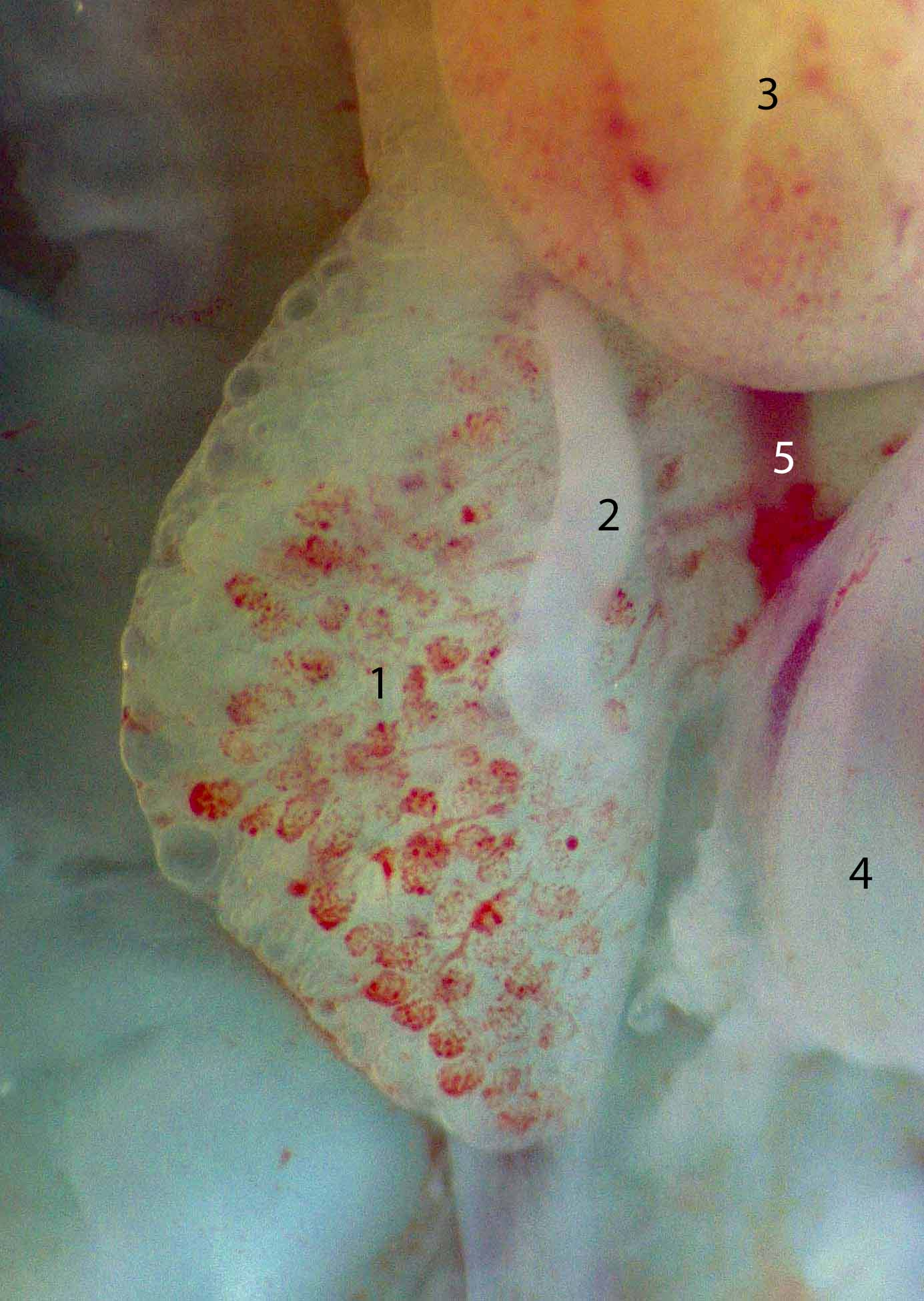
Rechter Mesonephros (1) eines 7 Tage alten Hühnerembryos mit aufliegender Gonade (2); rechts sieht man Teile der Leber (3), des Darms (4) und der dorsalen Aorta (5)

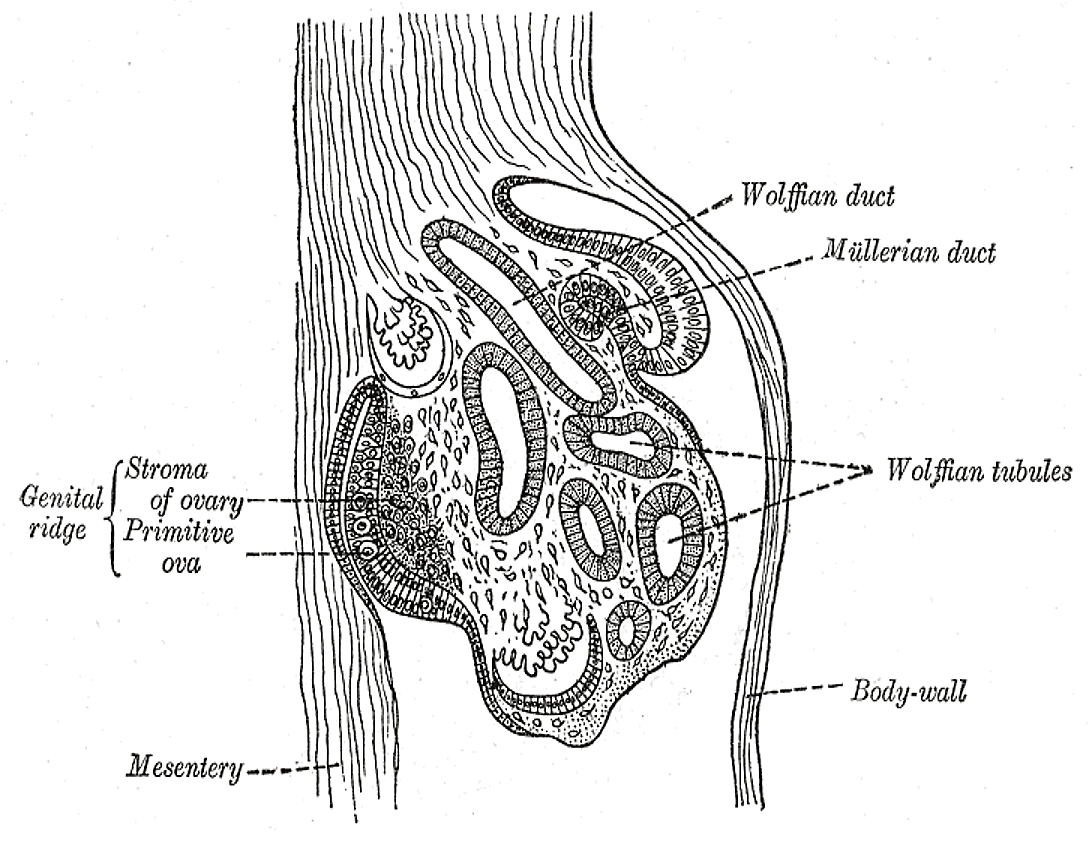
Urniere eines Hühnerembryos am 4. Bebrütungstag. Links davon liegt die Genitalleiste (Genital ridge)

Als Urniere (oder Mesonephros), auch Wolffscher Körper, bezeichnet man die zweite Nierengeneration in der Entwicklung bei Wirbeltieren. Ihre Bildung erfolgt beim Embryo mit der Rückbildung der Vorniere (Pronephros). Während die Urniere bei Fischen und Amphibien auch bei erwachsenen Tieren Ort der Bildung des Urins ist, bildet sich die Urniere bei Amnioten (Tiere mit einem Amnion, also Reptilien, Vögel und Säugetiere) beim Embryo wieder zurück und wird durch eine dritte Nierengeneration, die Nachniere (Metanephros, die eigentliche Niere), ersetzt.

## Einleitung
Die Harnorgane entstehen beim menschlichen Embryo im Alter von 21 Tagen aus dem Übergangsbereich des parietalen zum viszeralen Mesoderm, dem so genannten intermediären Mesoderm. Ab dem 25. Tag bilden sich in Kopfnähe aus dem intermediären Mesoderm ein segmentiertes intermediäres Mesoderm und aus diesem die Vorniere mit den ersten exkretorischen Einheiten, den Glomeruli. Kaudal (fußwärts) davon entsteht aus dem unsegmentierten Mesoderm die Urniere. Medial der Urniere entstehen ab der 5. Woche die Keimdrüsen, lateral der Urniere der Urnierengang (Wolff-Gang).
Bei Menschen und Wirbeltieren werden in der Embryologie drei Typen von „Nieren“ unterschieden:
- 1. Generation: Vorniere = Pronephros (früher auch Kopfniere[1])
- 2. Generation: Urniere = Mesonephros
- 3. Generation: Nachniere = Metanephros = Niere

Pronephros und Mesonephros haben einen segmentalen Bau. Als Harnleiter fungiert der Wolffsche Gang (Urnierengang). Der Metanephros ist bereits eine typische, kompakte Drüse mit eigenem Harnleiter.
Die Vorniere entwickelt sich segmental. Die einzelnen Entwicklungsschritte wurden vor etwa 100 Jahren in dieser Reihenfolge bezeichnet als: Ursegmentstiel, Hauptkanälchen, Ergänzungskanälchen, primärer Harnleiter, Vornierenkämmerchen, Nephrostomalkanälchen und äußerer Glomerulus.

## Aufbau der Urniere
Aus dem Gewebe der Urniere entstehen die exkretorischen Einheiten. Dies sind S-förmige Kanälchen, an deren einem Ende der Glomerulus entsteht und die mit dem anderen Ende in den Urnierengang führen. Das glomeruläre Ende der exkretorischen Einheit überzieht ein Kapillarknäuel und bildet so die Bowman-Kapsel. Aus dem anderen Ende des Kanälchens entsteht das Nierenkanälchen des Nephrons mit der so genannten Henleschen Schleife.
Ab dem zweiten Monat imponiert die Urniere beim menschlichen Embryo als ein im lumbalen Bereich liegendes längliches Organ. Dies ist über einen Gewebestiel mit der hinteren Leibeswand verbunden. Diese Gewebestiele werden Mesenterien genannt. Die Einheit aus seitlich gelegenem Urnierengang, nach der Mitte zu folgender Urniere und zur Körpermitte (medial) zu liegender Keimdrüse wird Urogenitalleiste genannt.
Bei Tierembryonen konnte experimentell die Funktionstüchtigkeit der Urniere nachgewiesen werden. Im Laufe des zweiten Monats verändert sich die Urniere dergestalt, dass die kranialen (kopfwärts) gelegenen Anteile degenerieren und einige der kaudal (fußwärts) gelegenen Urnierenkanälchen enge Verbindungen mit den Keimdrüsen eingehen. Je nach Geschlecht bilden sich aus diesen Anteilen Ovar und Hoden.

## Urnierenabkömmlinge
Beim männlichen Geschlecht entwickeln sich die Urnierenkanälchen im kaudalen Anteil der Urniere zur sogenannten Epigenitalis und zur Paragenitalis. Aus diesen entstehen einerseits die Ausführungsgänge des Hoden (Ductuli efferentes) zum Nebenhoden (Epididymis). Der am weitesten kaudal gelegene Anteil der Urnierenkanälchen entwickelt sich beim männlichen Geschlecht zum Ductus deferens, dem Samenleiter.
Bei weiblichen Individuen können bläschenförmige Reste der Urniere als Epoophoron und Paroophoron im Gekröse von Eierstock beziehungsweise Eileiter bestehen bleiben. Bei männlichen Individuen ist der Beihoden (Paradidymis) der entsprechende Rest der Urniere.
Weitere persistierende Rudimente der Urnieren beim Menschen sind beim Mann die Appendix epididymidis und die Vesicula seminalis sowie bei der Frau eine Appendix des Epoophoron und der Gartnersche Gang.